# تومي ديفيس (مدير)
تومي ديفيس (بالإنجليزية: Tommy Davis)‏ هو مدير أمريكي، ولد في 18 أغسطس 1972.

## وصلات خارجية
- تومي ديفيس على موقع IMDb (الإنجليزية)